# Červený Újezd (hrad)

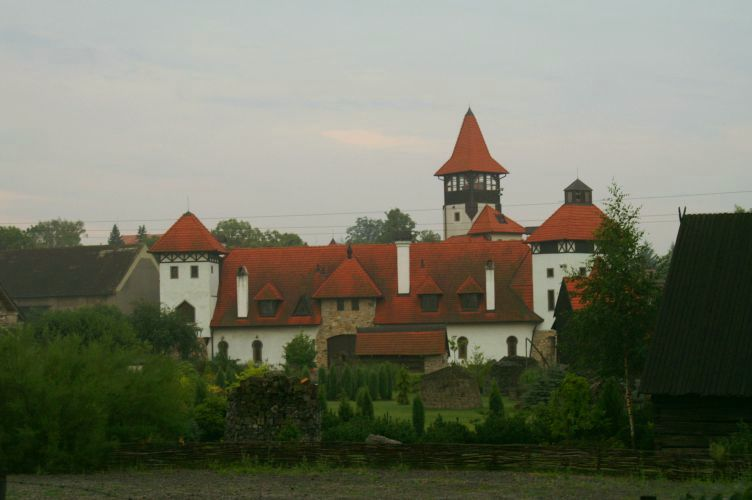
Hrad Červený Újezd

Hrad Červený Újezd je historizující novostavba hradu postavená ve stylu rytířské tvrze a usedlosti v letech 2001–2002 ve vesnici Červený Újezd v okrese Praha-západ, nedaleko Unhošti. Majitelem a investorem je Pavel Orna, na vlastních stránkách hradu není zmíněn. Majitel na stránkách projektu vysvětluje, že záměrem bylo postavit historizující objekt vycházející z tradičních řemeslných postupů a odpovídající nárokům současnosti. Mísí se zde různé slohy, gotika (okna, pavlače), renesance (malované stropy, sgrafita) a repliky s dobovými originály (mezi vystavenými exponáty převažují originály, v krčmě a saloncích repliky).

## Muzeum českého venkova
V objektu je umístěno soukromé Muzeum českého venkova. V současnosti (2008) provozovatel inzeruje, že je vystaveno na 4000 exponátů ukazujících každodenní venkovský život z období od 17. do počátku 20. století. Exponáty pocházejí z Česka i Slovenska a majitel muzea je sbíral přes 40 let. Některé exponáty jsou prodejné.
Hradní zahrada je vybavena jako botanická zahrada, obsahuje přes 1000 druhů rostlin a některé jsou popsané tabulkami. Hrad je obklopen vodním příkopem. V zahradě jsou též výběhy domácích zvířat a skanzen historizujících venkovských staveb, mezi nimiž je větrný mlýn, zvonice, špejchar, vinný sklípek, salaš, seník, udírna, milíř, dřevařský katr. Do hradu (kromě Krčmy) i do zahrady se platí vstupné zvlášť. K programu patří i divadelní společnost, předvádějící dobové tance a scénky.

## Komerční využití
Projekt funguje na komerční bázi. Proto jsou objekty pro veřejnost přístupné denně s výjimkou dní a období, kdy jsou pronajaty ke komerčním akcím (firemní akce, oslavy, svatby atd.), a zaměření je více populární než historicky akademické.
Hrad nabízí možnosti ubytování a občerstvení. Pro ubytování má zařízené apartmány postavené v různých historizujících stylech – gotický, klasicistní, barokní. Pro zvláštní příležitosti lze v hradu najmout některé z jeho využitelných sálů – Rytířský sál, prostoru Zbrojnice, Barokní salonek, Mlýnský salonek nebo Českou stodolu. Součástí je i volně přístupná restaurace Krčma, nabízející i staročeská jídla a snažící se tamními proprietami a tematickou hudbou navodit pozdně středověkou atmosféru.

## Původní zámek
Tento novodobý umělý hrad není totožný s původním zámkem a přilehlým hospodářským dvorem v Červeném Újezdu. V 16. století jej spravovali potomci Jana Žďárského ze Žďáru, pod Červený Újezd v roce 1580 Gotthard Florian připojil i správu Nučic a Tachlovic, po roce 1582 oddělili Žďárští červenoújezdské panství na čas od kladenského. V době obsazení levobřežní části Prahy pasovskými žoldnéři táhnoucími se souhlasem Rudolfa II. na Prahu (1611) byl Červený Újezd vyplundrován. Král Matyáš, Rudolfův bratr a protivník, po své korunovaci na římskoněmeckého císaře v roce 1612 prokázal rodině Žďárských čest tím, že navštívil v Červeném Újezdě Ctibora Tiburce Žďárského a jeho nezletilého svěřence Floriána Jetřicha, vlastníka panství.